# Історія німецького екслібриса

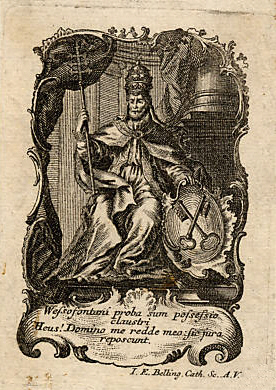
«Екслібрис бібліотеки монастиря Вессобрунн», бл. 1720 року. Аугсбург.

Історія німецького екслібриса — історія розвитку і побутування екслібриса в Німеччині від позначки володаря до окремого виду графіки.

## Історія вивчення

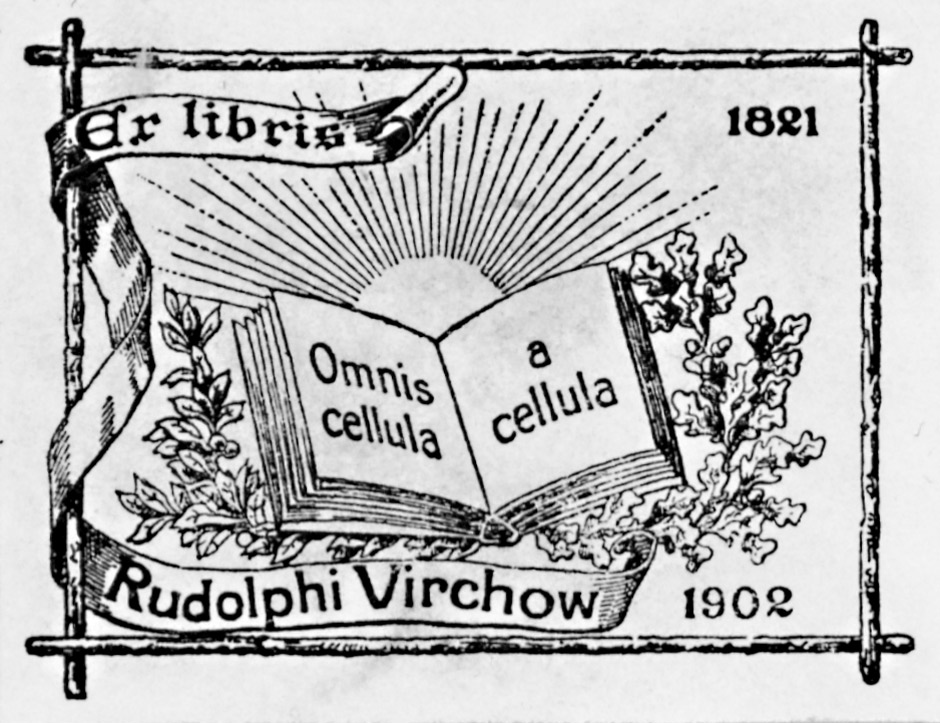
Анонім. «Екслібрис бібліотеки Рудольфа Вірхова»

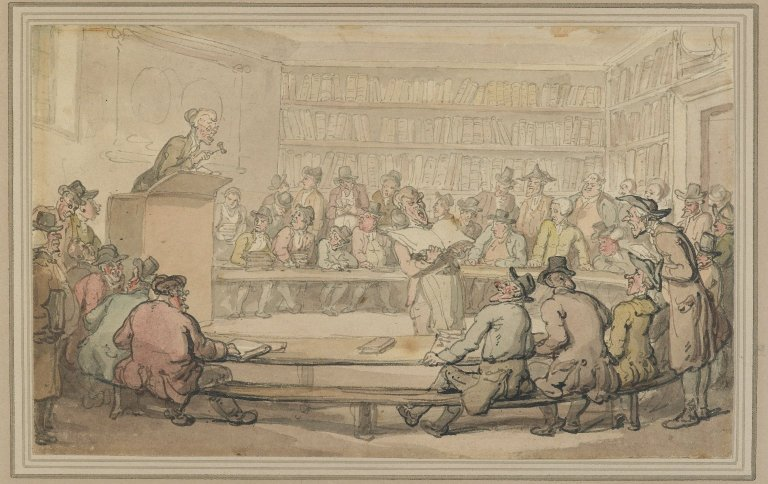
Томас Ровлендсон. «Книжковий аукціон», до 1815 р. Бруклінський музей.

Увага до історії і побутування екслібриса в Німеччині обумовлена як його появою там наприкінці 15 ст., так і  життєздатністю різновида цієї графіки впродовж декількох століть. На хвилі завзятого вивчення національної історії в 19 ст. та введення в науковий обіг нових тем майже всіх попередніх епох виникає і зацікавленість в історії розвитку екслібриса. Пожвавленню зацікавленості в екслібрисі сприяли як розвиток національних літератур і наукових досліджень, так і національне книговидання впродовж 19 ст. Особливу зацікавленість мали бібліофіли, колекціонери стародруків і антикварних видань, володарі книжкових аукціонів тощо. В кожній західноєвропейській країні з'явились власні дослідники національних і іноземних екслібрисів (в Італії —  Я. Джелли (J. Gelli), у Франції — О. Поле-Малассі (A. Poulet-Malassis), Анрі Бошо́ (H. Bouchot) та інші). В Німеччині вивченням національного екслібриса займалась низка  дослідників — Ф. Варнеке (F. Warnecke), К. Лейнінген-Вестербург (К.Е. zu Leiningen-Westerburg ), Г.А. Зайлер (G.A. Seyler). Про екслібрис Німеччини друкували статті в періодичних виданнях, також вийшла низка спеціалізованих видань. В країні діяло Німецьке товариство екслібриса. Друковані німецькі видання про екслібриси активно перекладали на інші мови. Німецький екслібрис привертав увагу як різноманітністю тематики ( герби, пейзажі, сюжетні чи портретні зразки, екслібриси з професіями, оголеною натурою ), так і рисами попередніх стилів, використанням різних графічних технік.

## Виникнення

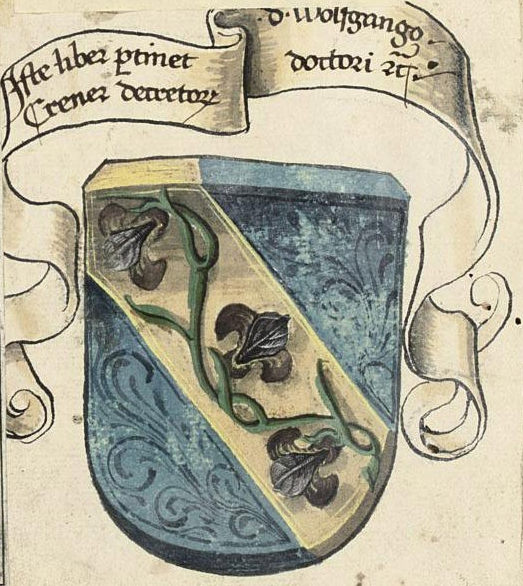
Німецький гербовий екслібрис Вольфгага Кренера, 1485 р.

Батьківщиною екслібриса вважають Німеччину, де він виник трохи пізніше за книгодрукування. Ще з доби середньовіччя у німецьких князівствах була розповсюджена традиція ставити тавро (знак володаря) на коштовних приватних речах з позначкою приналежності речі певному володареві. Тавро на коштовних речах було важливим доказом приналежності речі володарю і визнавалось судом. Ярлик-тавро був перенесений і на книги, що вважались коштовними речами. Першим німецьким екслібрисом вважають книжковий знак, датований 1460 роком, котрий використовував лицар Бернгард фон Рорбах   .

## В добу відродження
Водночас з книгодрукуванням могутній поштовх для розвитку отримала і німецька друкована графіка. До неї звернулась низка національних майстрів — від надзвичайно обдарованих до простих ремісників. Без зневаги до малого за розмірами екслібриса до їх створення звертались Альбрехт Дюрер, Ганс Гольбейн молодший, Лукас Кранах старший, низка менш обдарованих митців .
За підрахунками Альбрехт Дюрер встиг створити близько двадцяти ( 20 ) екслібрисів окрім графічних серій і праці з олійними фарбами.
Серед тих, хто звертався до створення екслібрисів, практично всі німецькі графіки першої половини 16 ст. — Якоб Бінк, Ганс Бургкмайр,Ганс Бехам, Ганс Шпрінгінклее, Йоган Амман, Ганс Альдегревер, Йоган Пенц, Ганс Бальдунг та інші. Майстри відрізняються як обдарованістю, так і різними графічними техніками та шаблем їх опанування. Переважали дереворити і гравюри на металі.

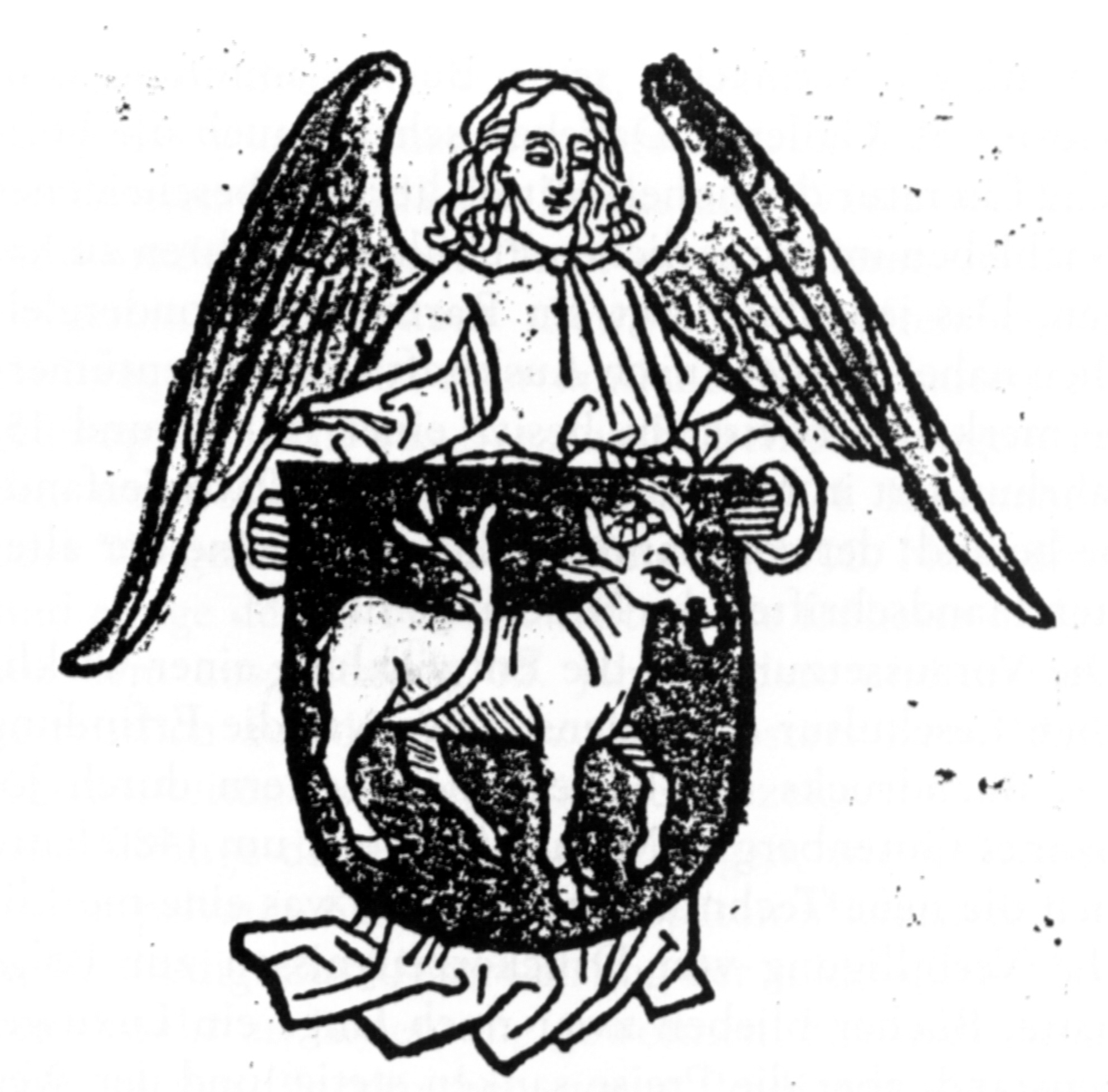
Анонім кінця 15 ст. Екслібрис Гільдебранда фон Бранденбурна, бл. 1491 р.
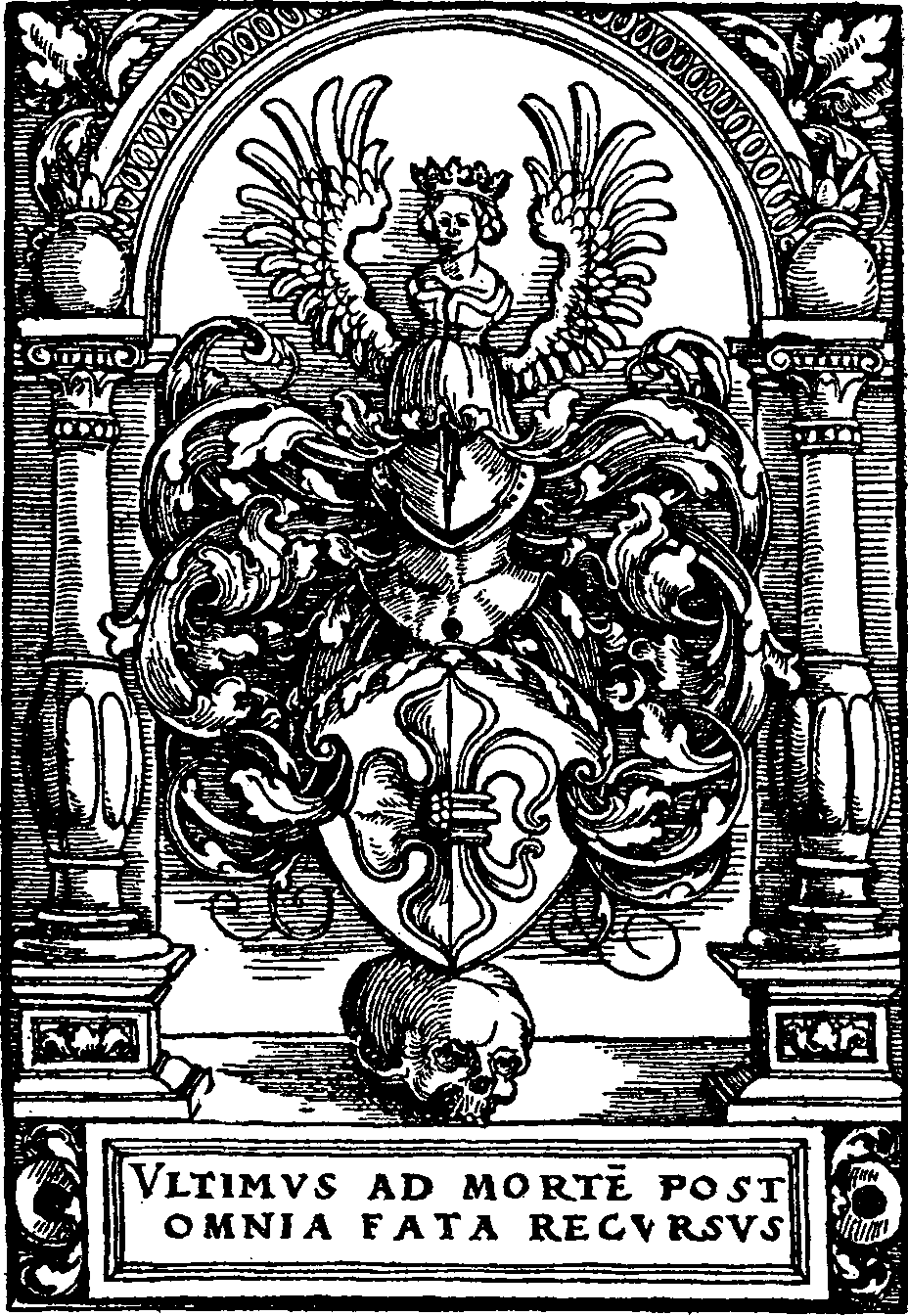
Альбрехт Дюрер. Гербовий екслібрис 1515 року. Відродження
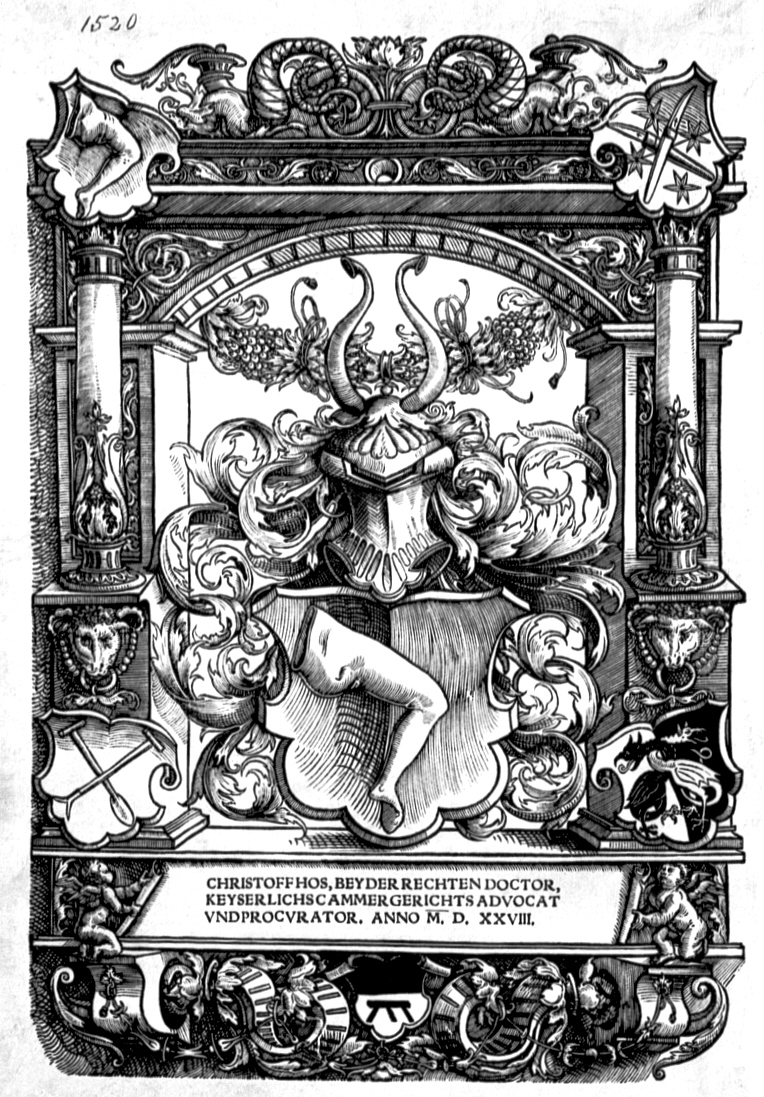
Анонім першої третини 16 ст. Гербовий «Екслібрис Крістофа Хоса», 1528 р.
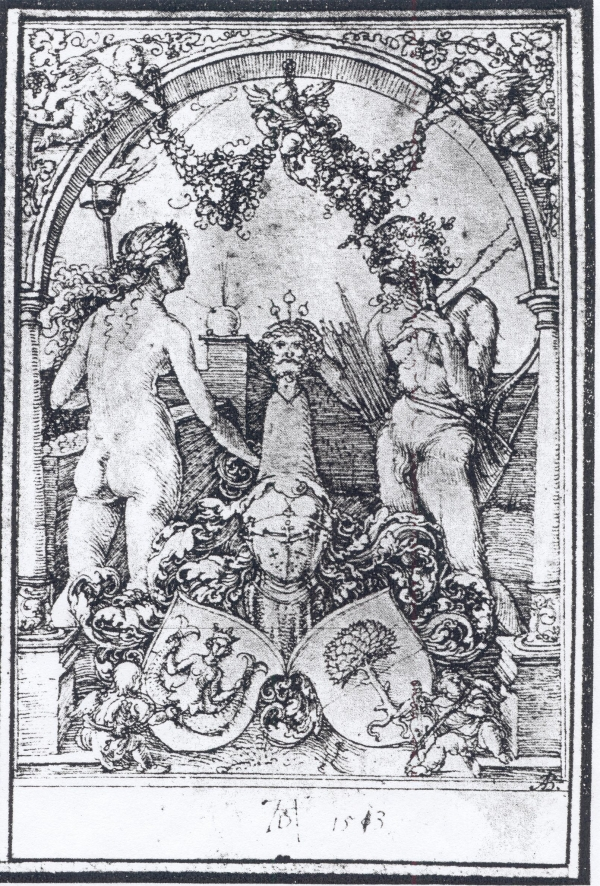
Альбрехт Дюрер. Гербовий екслібрис 1513 року для Віллібальда Піркгаймера.

## Бароковий екслібрис в Німеччині

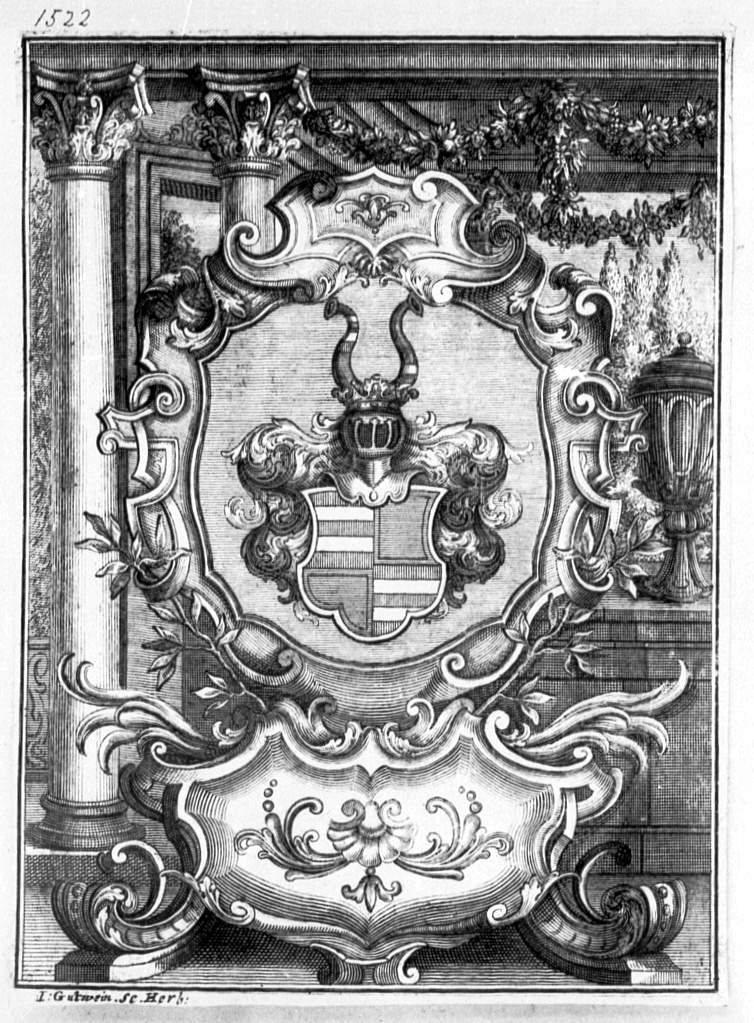
«Екслібрис Ертала»

Кінець 16 і перша половина 17 ст. були періодом повільного переходу майстрів німецьких князівств від стилістики пізнього відродження до маньєризму і ранніх виявів бароко. Німецькі князівства відрізняються консеративним суспільним ладом. Культура і економіка більшості князівств зазнала розвалу і призупинення в роки Тридцятирічної війни, частка національних митців вимушена емігрувати і працювати в дрібних італійських державах ( Адам Ельсгаймер, Йоган Лісс, Йоахим Зандрарт, Йоган Шенфельд ) або у Нідерландах ( Ніколас Кнюпфер, Йоахим Зандрарт). 
Барокова стилістика повільно перебере на себе панівні позиції лише наприкінці 17 ст. і буде співіснувати з залишками пізнього відродження і маньєризму. Набуває поширення і техніка гравюри на міді, що збагачує образний лад і навіть вигляд друкованої графіки. Тепер вже навіть дереворити починають підтягуватися до гравюри на міді, але тільки  втрачають власні специфічні властивості. Розвиток німецької графіки ( і його частини — екслібриса ) набуває ривків. Екслібриси з міркувань економії створюють з використанням вже виготовлених стандартних матриць, міняючи лише окремі їх частини в процесі друку, що погіршує якість і художню вартість. Екслібриси втрачають оригінальність і неповторну індивідуальність, високий рівень котрим надали відомі майстри доби німецького відродження. 
З'являються і перші колекції екслібрисів, зазвичай це дарунки дворянських родин книг з екслібрисами у монастирські бібліотеки. Переважають чорно-білі відбитки і відбитки з девізами. Навіть відсутість розфарбування на переважній більшості продукції була покажчиком скрутного становища в розвитку графіки і екслібриса в цей період.

## Екслібриси з девізами
Німецькі екслібриси прикрашали як орнаментами і рамками, так і написами та девізами. Девізом виступали латинські прислів'я чи дидактичні цитати християнських святих. Девіз часто не правдиве побажання, а демонстрація власної освіти, демонстрація шляхетності і показової щедрості, нещира демонстрація відповідності модним зразкам. Серед девізів — «Не для мене, а всім» («Non mihi, sed aliis»), « Власність Миколая та його друзів»  («Friedend Nicolai et Amicorum»). Такі девізи нагадували утопічних театральних героїв 18 ст., котрі нереалістично і швидко віддавали на сцені свої бутафорські гроші і довіри котрим в театральній залі не було.

## Екслібрис Німеччини в добу рококо і просвітництва

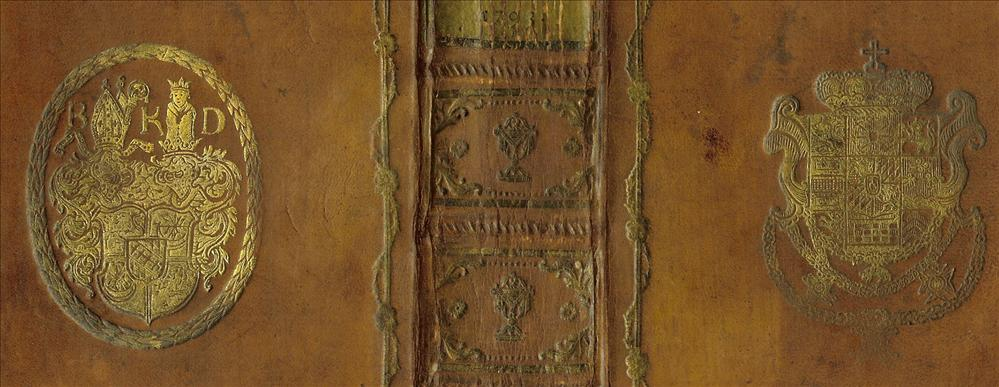
Зразок суперекслібриса (тобто на обкладинці книги з гербом і ініціалами BKD), Німеччина, 18 ст.

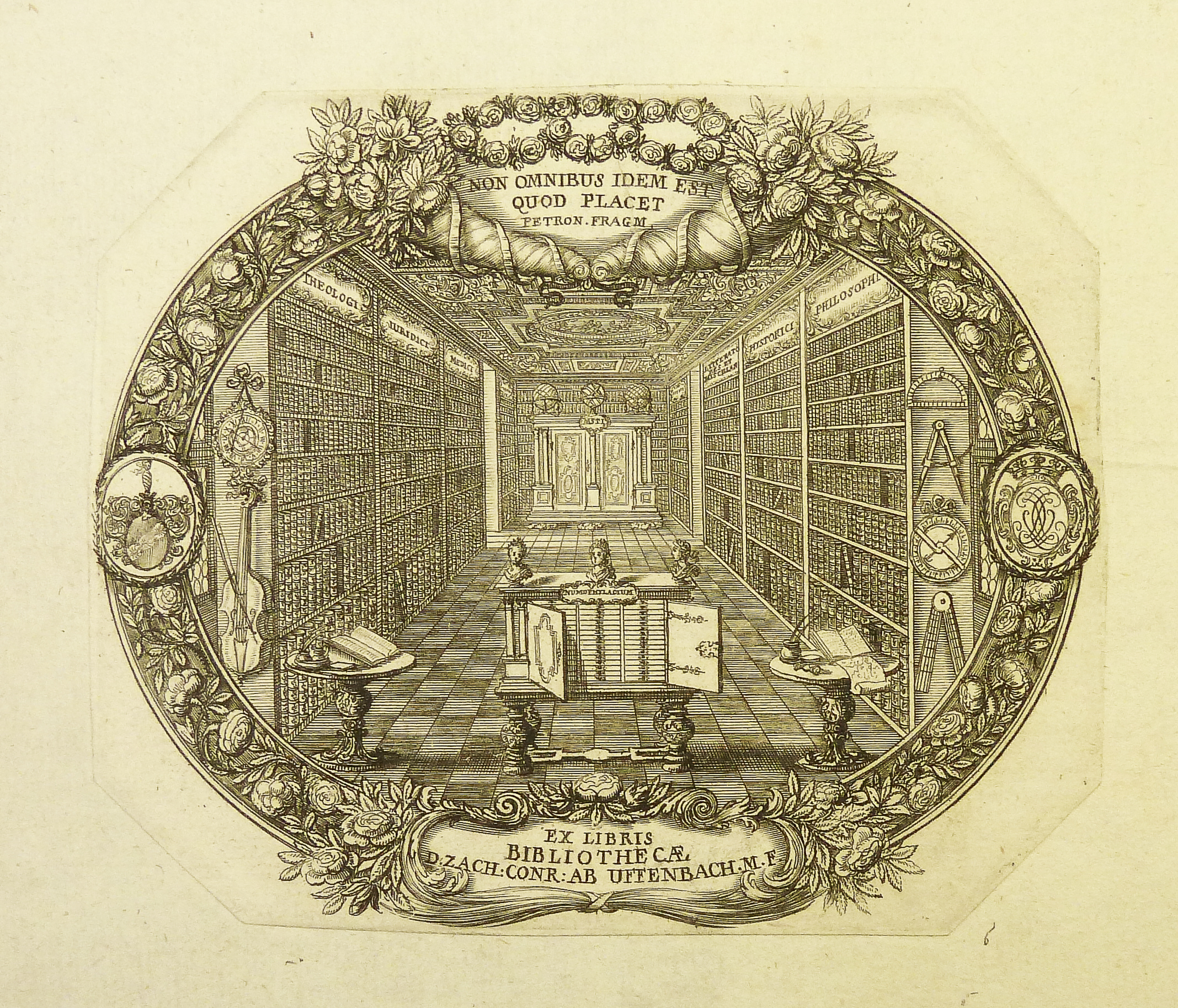
«Екслібрис Захарія Конрада фон Уффенбаха», до 1730 р.

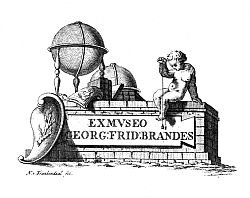
Екслібрис Георга Фрідріха Брандеса, до 1791 р.

У 18 ст. екслібриси почали користуватись широким попитом у дворянських родин Німеччини. При створенні екслібрисів почали використовувати як неповторні малюнки, так і типові схеми для різних споживачів. Надзвичайно збільшилась кількість сюжетів чи мотивів. Широко використовують родинні дворянські герби. Сюжети прикрашають гірляндами, типовими та оригінальними орнаментами, міфологічними персонажами, мотивами пасторалі, латинськими прислів'ями та девізами. В німецькі екслібриси приходить зображення різних книг або інтер'єрів з книгами чи якихось бібліотек. Екслібриси мають то ознаки пізнього і пишного бароко, то грайливого рококо, то перших виявів класицизму.
Серед найбільш значущих німецьких графіків, що звертаються до створення еклібрисів — Даніель Ходовецький (1726-1801), Й.В. Майль.

## Екслібрис Німеччини в 19 ст. і на початку 20 ст.

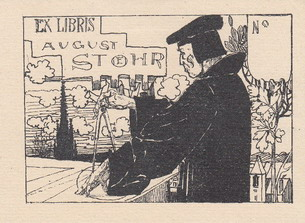
« Книжковий знак Августа Штоера з середньовічним архітектором», Петер Вюрт (1873-1940) ?, 1902 рік, екслібрис з професією.

Дев'ятнадцяте століття відзначене тим, що не створило єдиного і великого стилю на кшталт готики чи бароко. Натомість набув поширення еклектизм і псевдоісторичні стилі — неоготика, неоренесанс, необароко, неорококо ( так зване друге рококо ) тощо. Навіть перші ознаки югендстилю ( німецький варіант  сецесії або модерна ) співіснують з псевдоісторичними стилями, в Німеччині особливо з неоготикою. Частка майстрів працювала у підкреслено архаїчній, анахронічній манері. Псевдоісторичні сюжети перенасичують продукцію екслібрисів, повільно поступаючись місцем новітній на той час художній мові сецесії з її хвилястими лініями, квітами, гнучкими жіночими образами і депресивними ознаками декаданса.
Свій внесок в розвиток книгодрукування, друкованої графіки і періодичних друкованих видань вніс науково-технічний прогрес. Запропоновані і широко перейшли в друкарську  практику літографія, цинкографія, фототипія. Новітні друкарські техніки використані і для створення екслібрисів. 

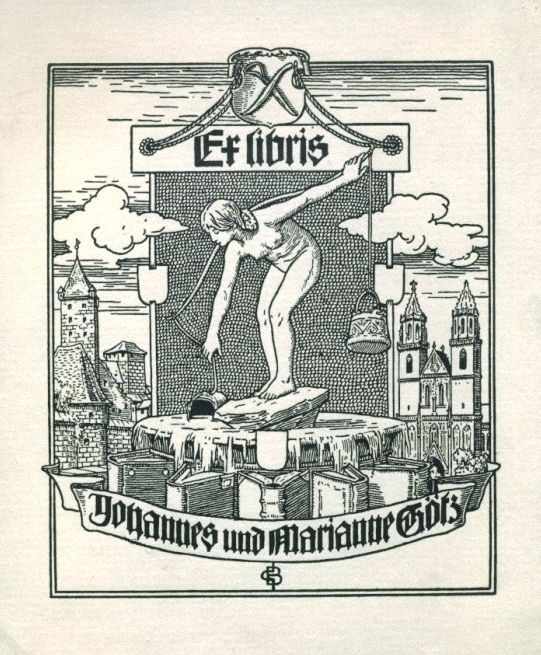
Георг Барльозіус. «Екслібрис Йогана і Маріанни Гоц»
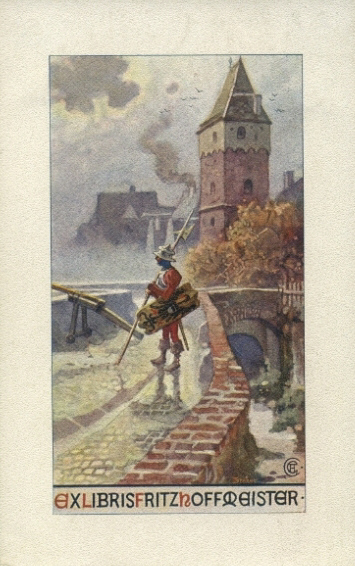
Густав Адольф Клосс (1864-1938). «Екслібрис Фріца Хофмейстера»
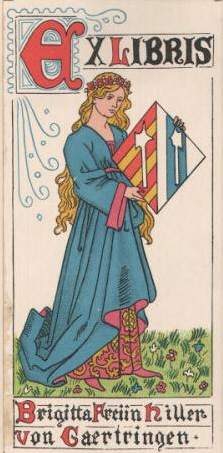
Густав Адольф Клосс (1864-1938). «Екслібрис Брігітти Хіллер фон Гертрінген»
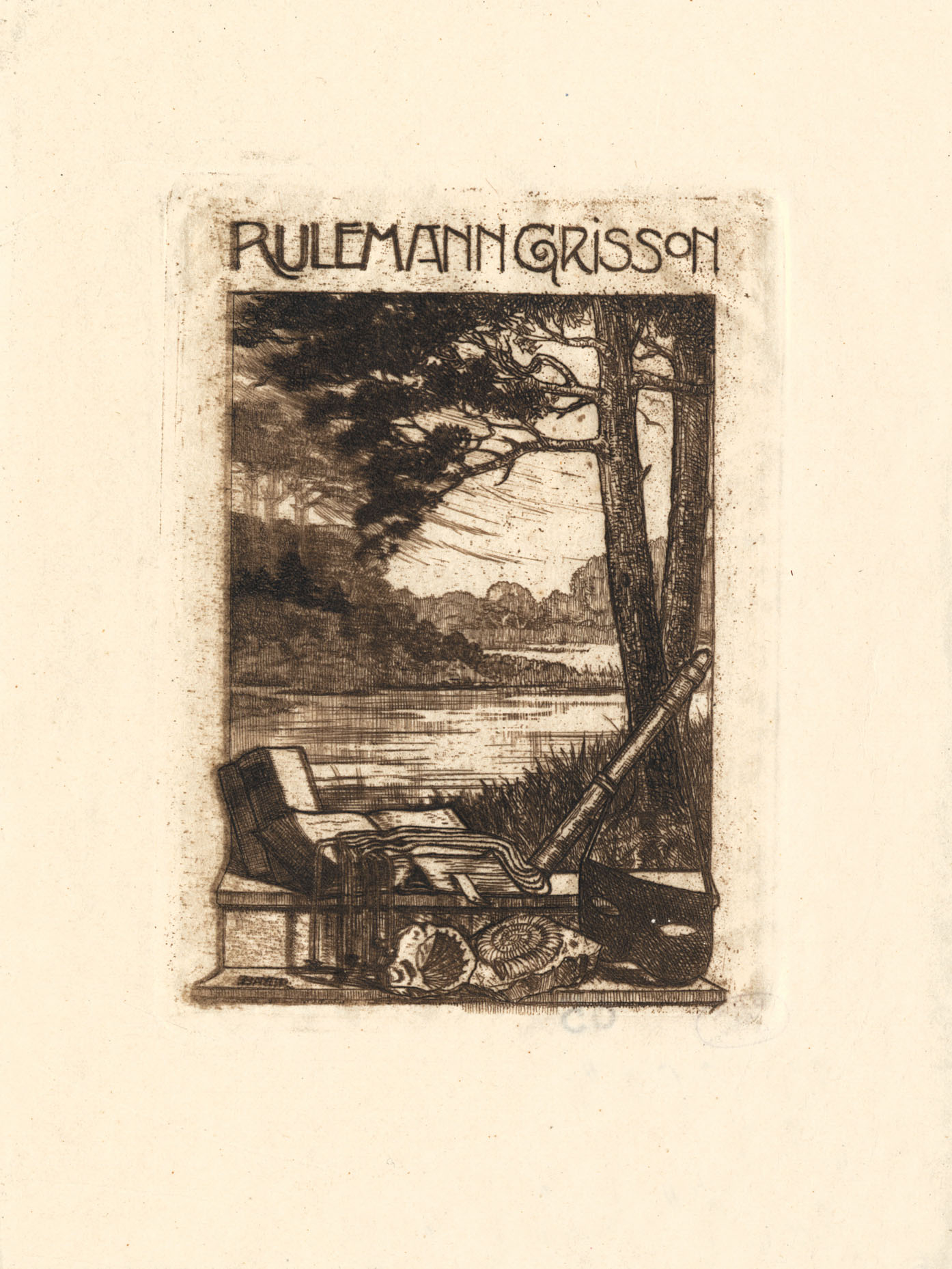
Якоб Байєр (1874–1929). «Екслібрис Рулемана Гріссона», 1919 р.
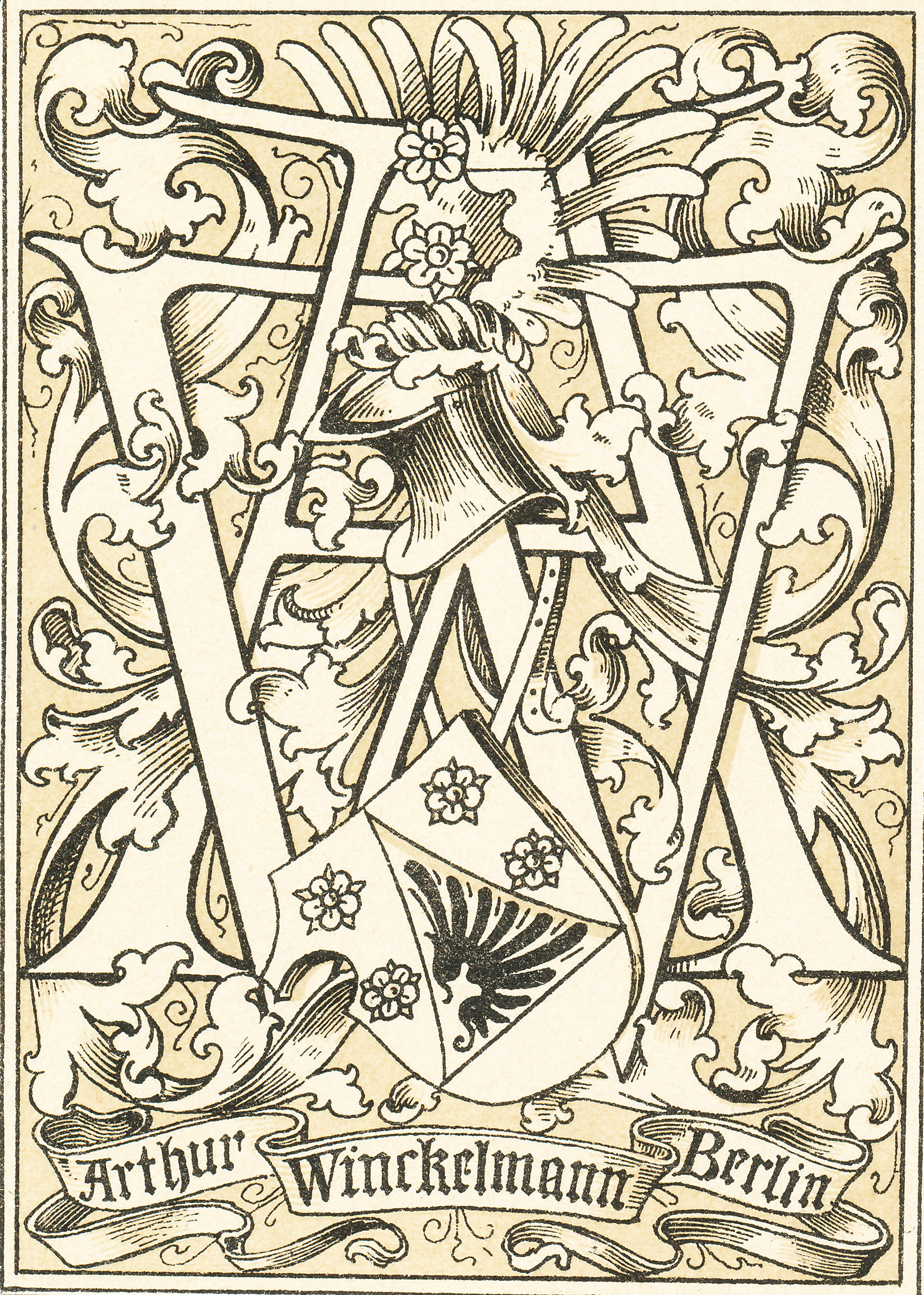
Адольф Матіас Гілдебрандт (1844-1918). «Екслібрис Адольфа Вінкельмана», 1880-і рр.
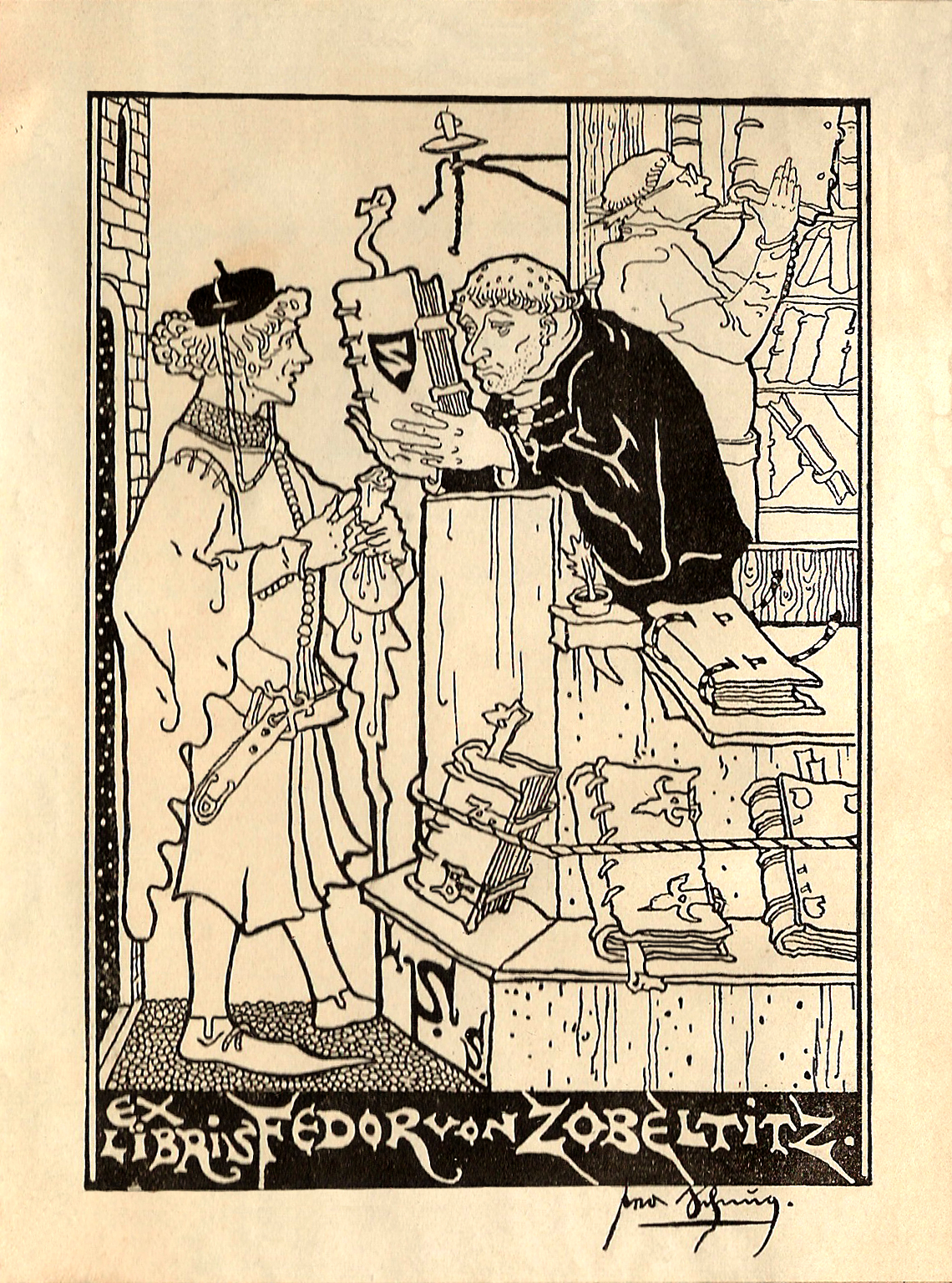
Лео Шнуг (1878-1933). «Екслібрис Федор фон Зобертіц»
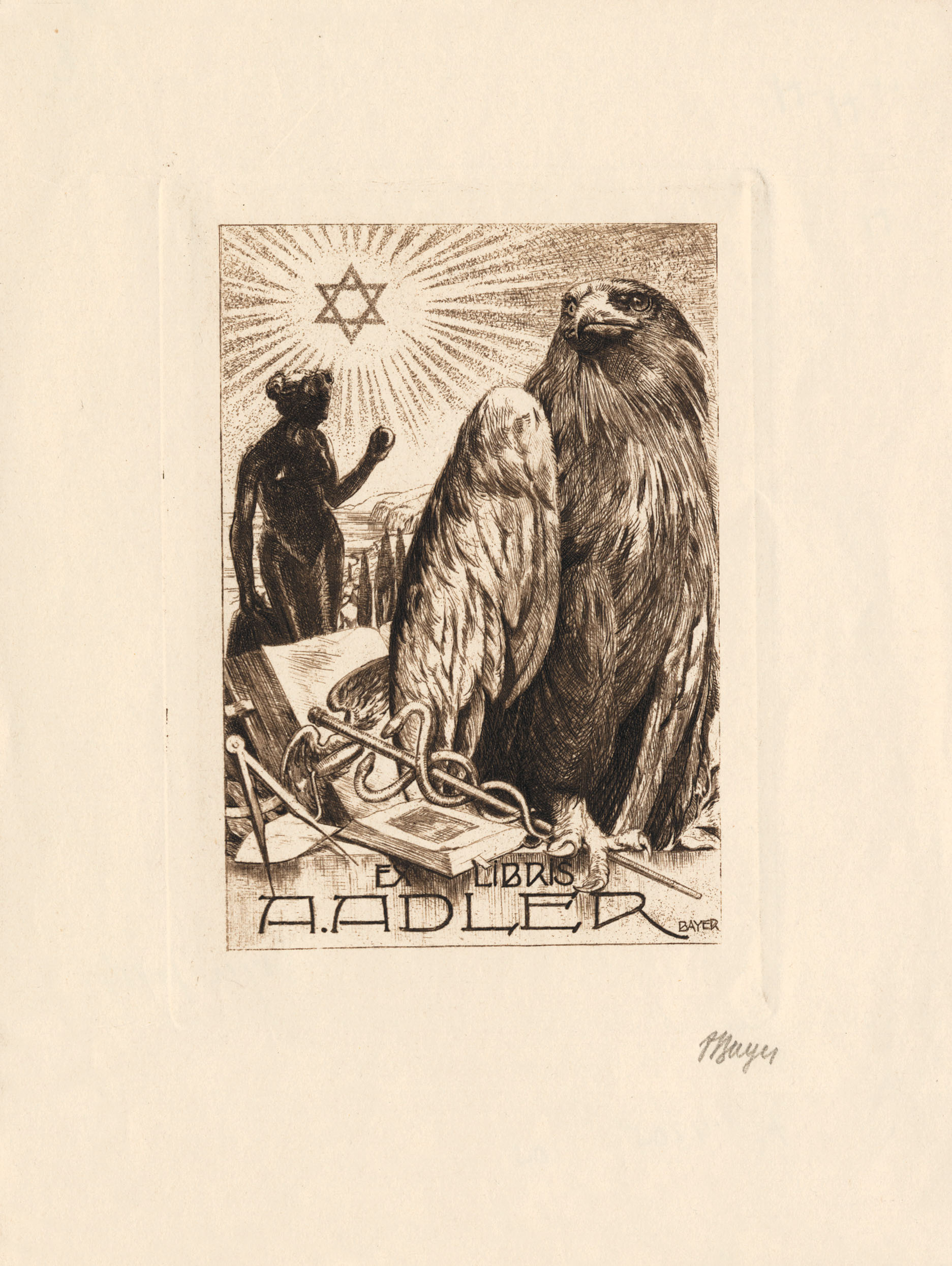
Якоб Байєр (1874–1929). «Екслібрис Адлера»
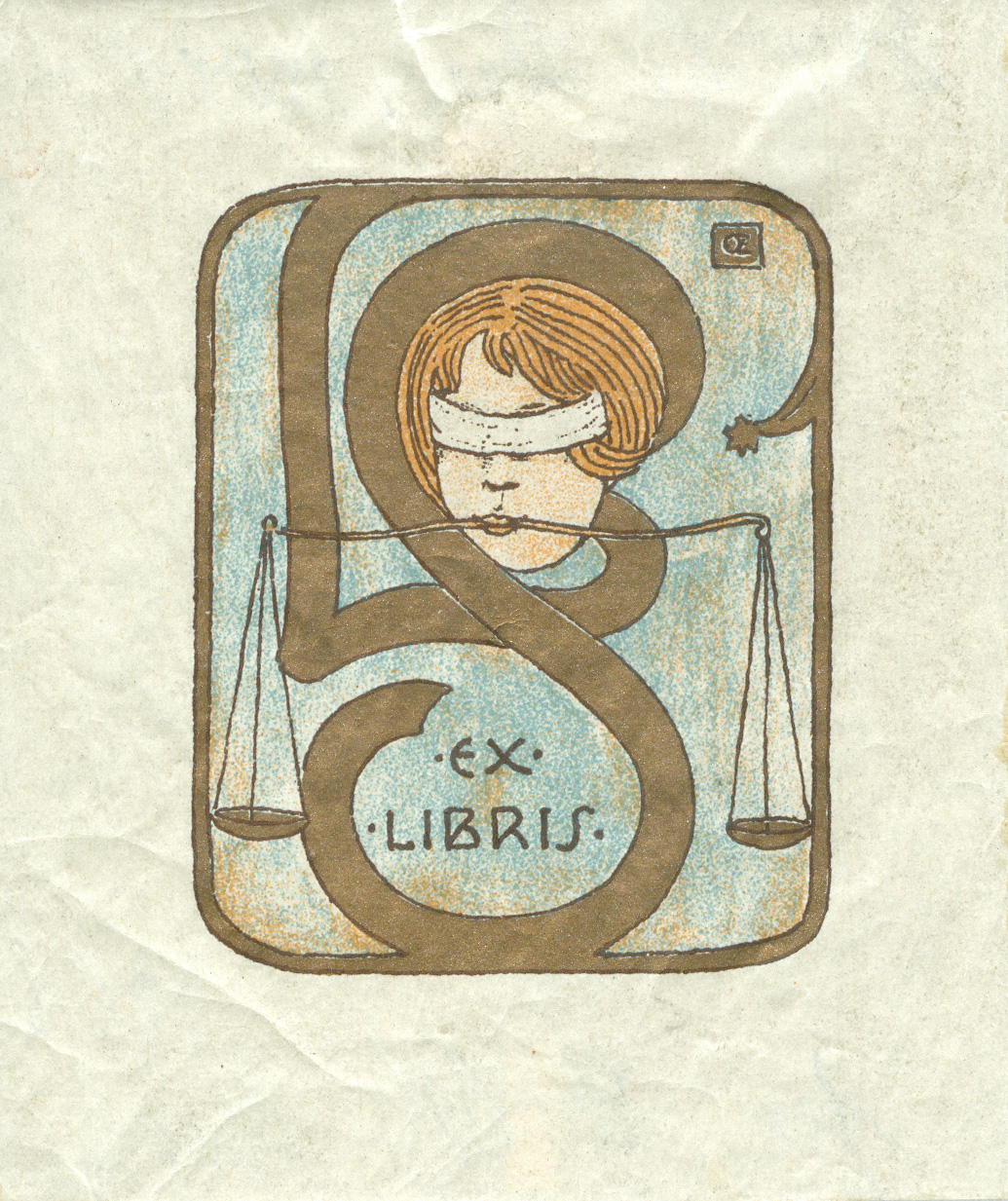
Еміль Орлик (1870-1932). «Екслібрис з монограмою LS»

## Екслібриси сюжетні

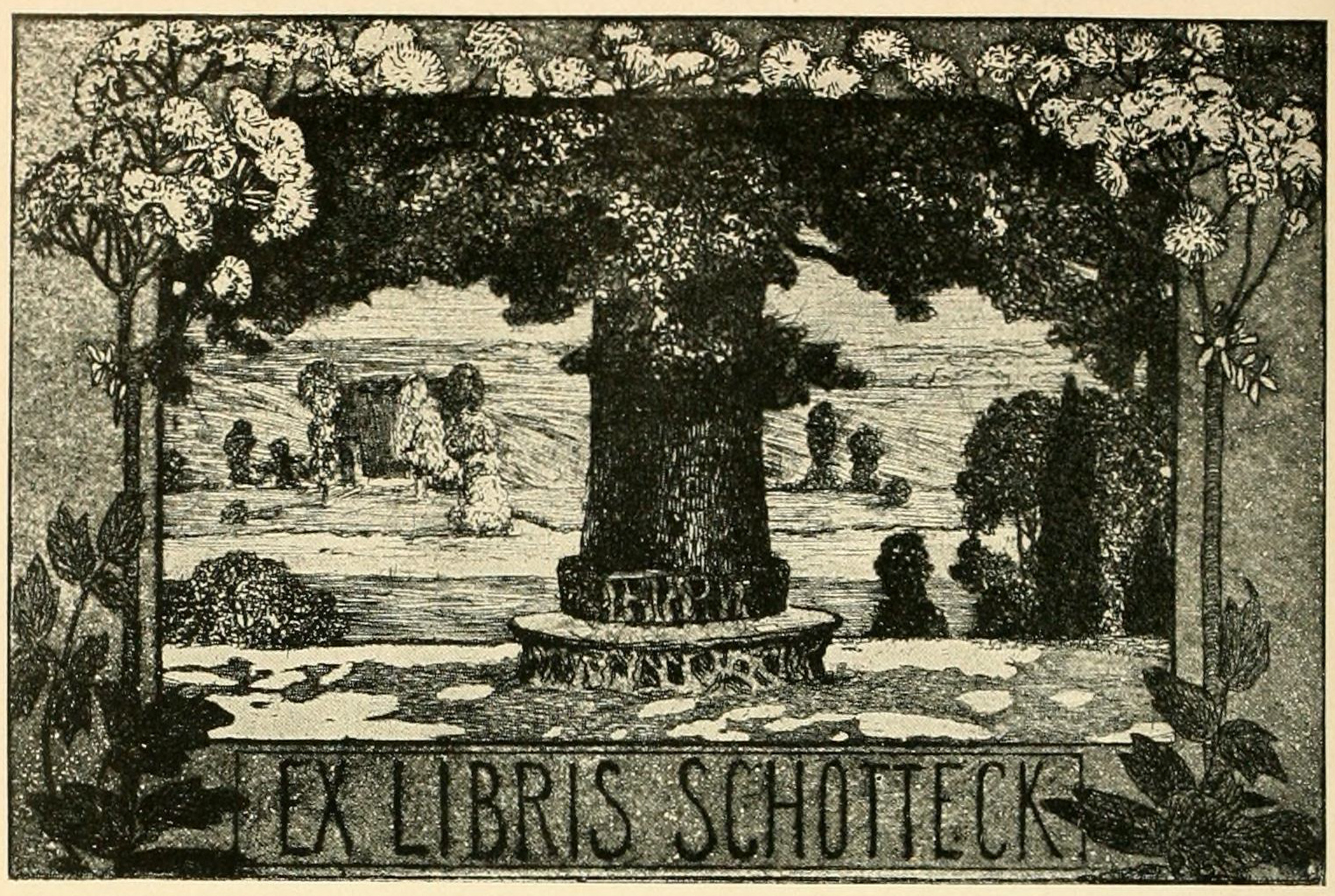
Генріх Фогелер. Екслібрис з пейзажем, «екслібрис Шоттека», 1900 р.
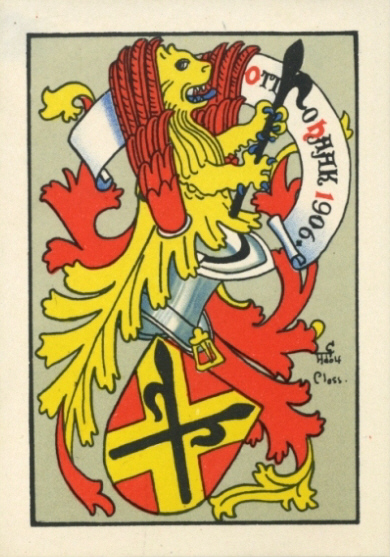
Густав Адольф Клосс(1864-1938). «Екслібрис Отто Гаака», гербовий кольоровий екслібрис 1906 р.
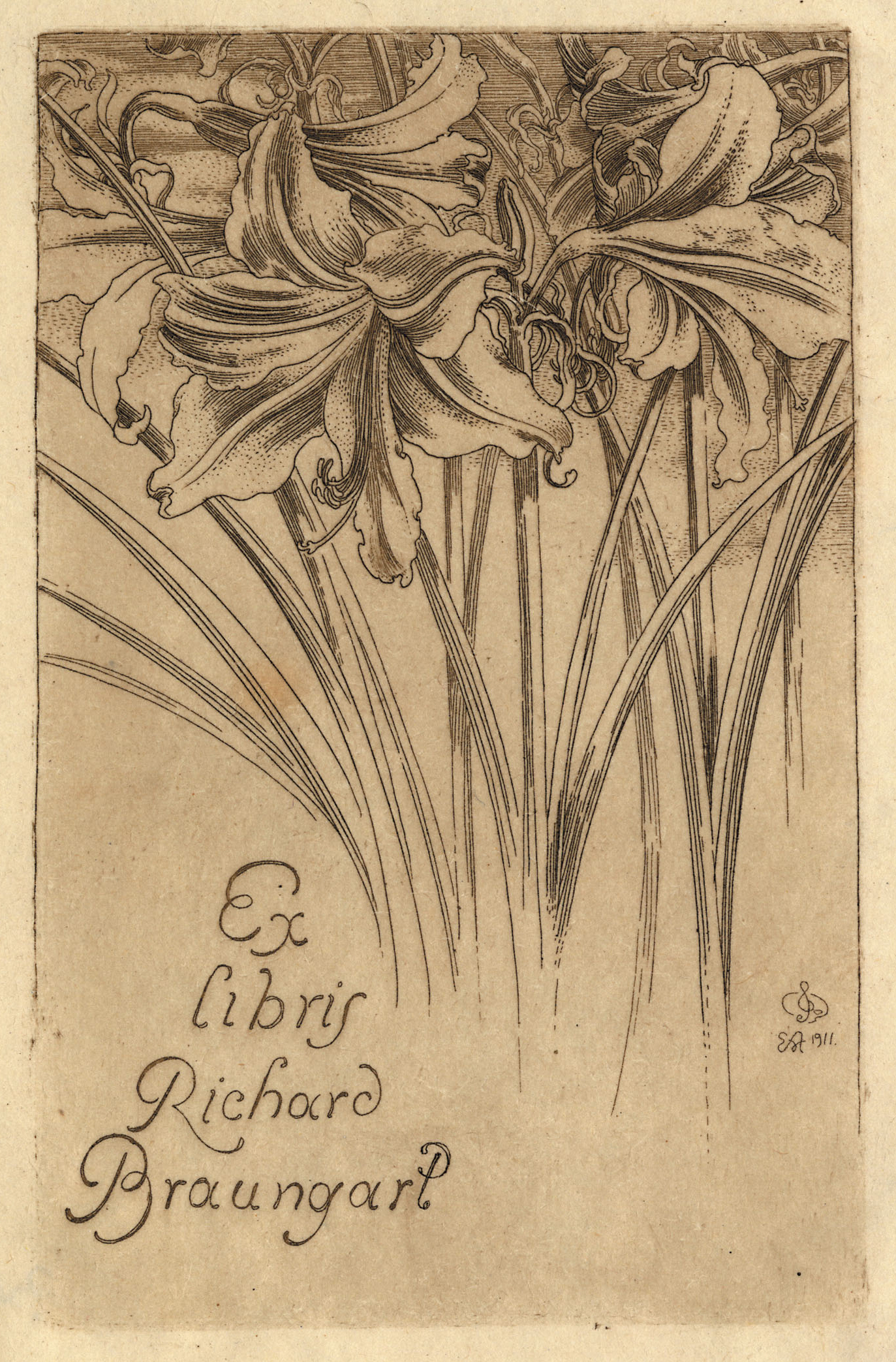
Еміль Аннер. Квітковий «Екслібрис Ріхарда Браунгарта», 1911 р.

## Екслібриси з оголеною натурою

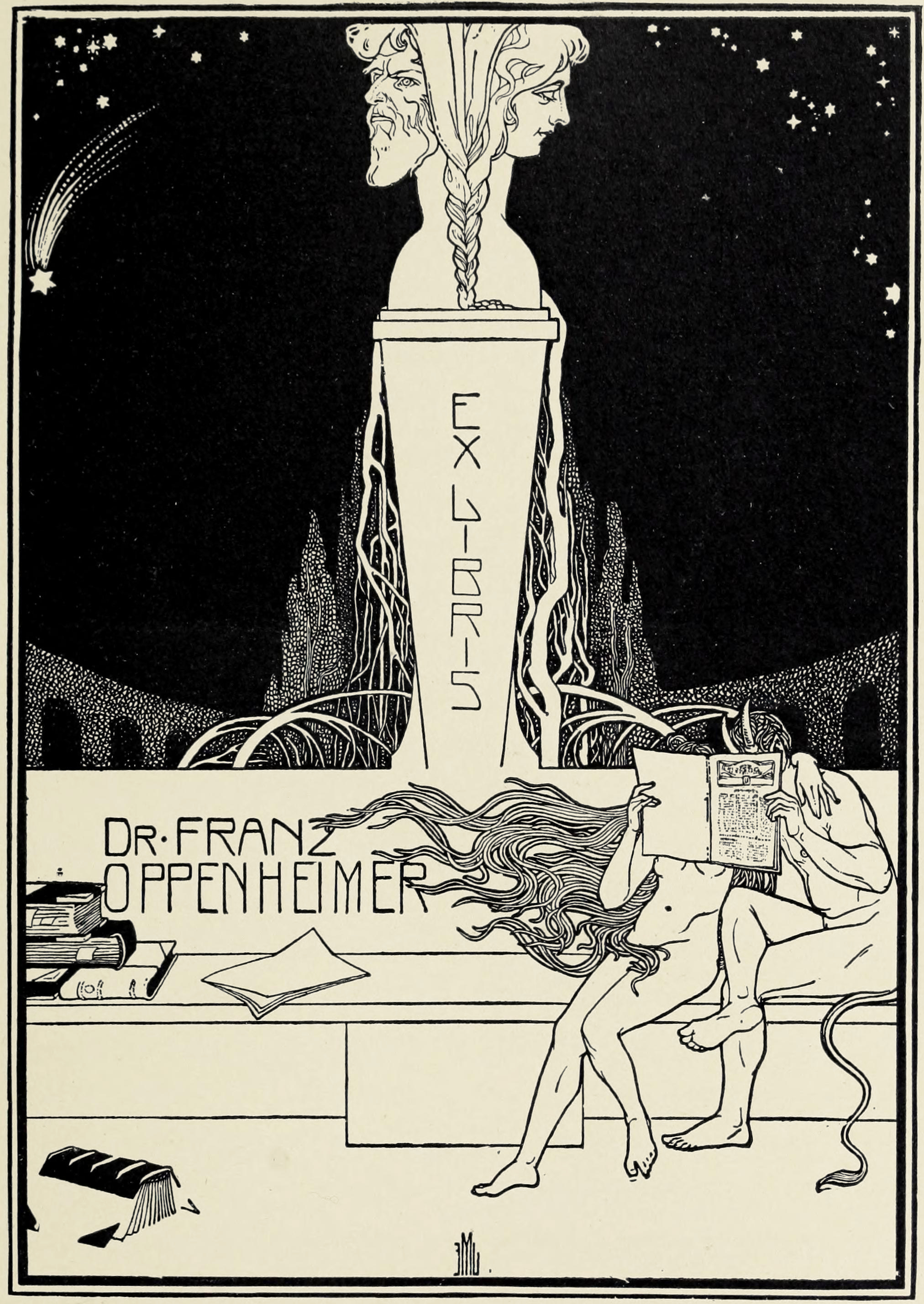
Е.М. Мільєн. «Екслібрис Франца Оппенгеймера», 1908 р.
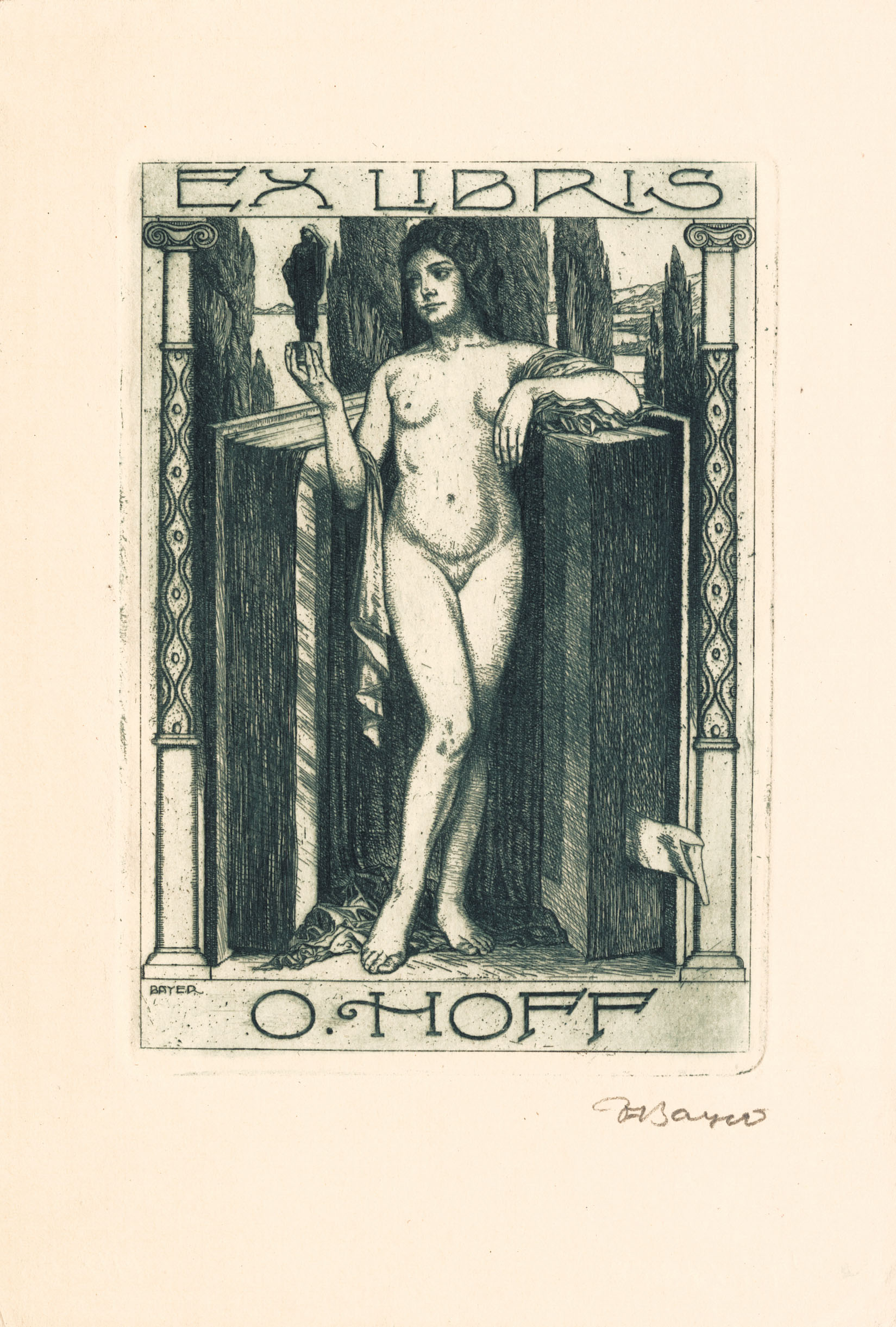
Якоб Байєр. «Екслібрис О. Гофф», початок 20 ст.
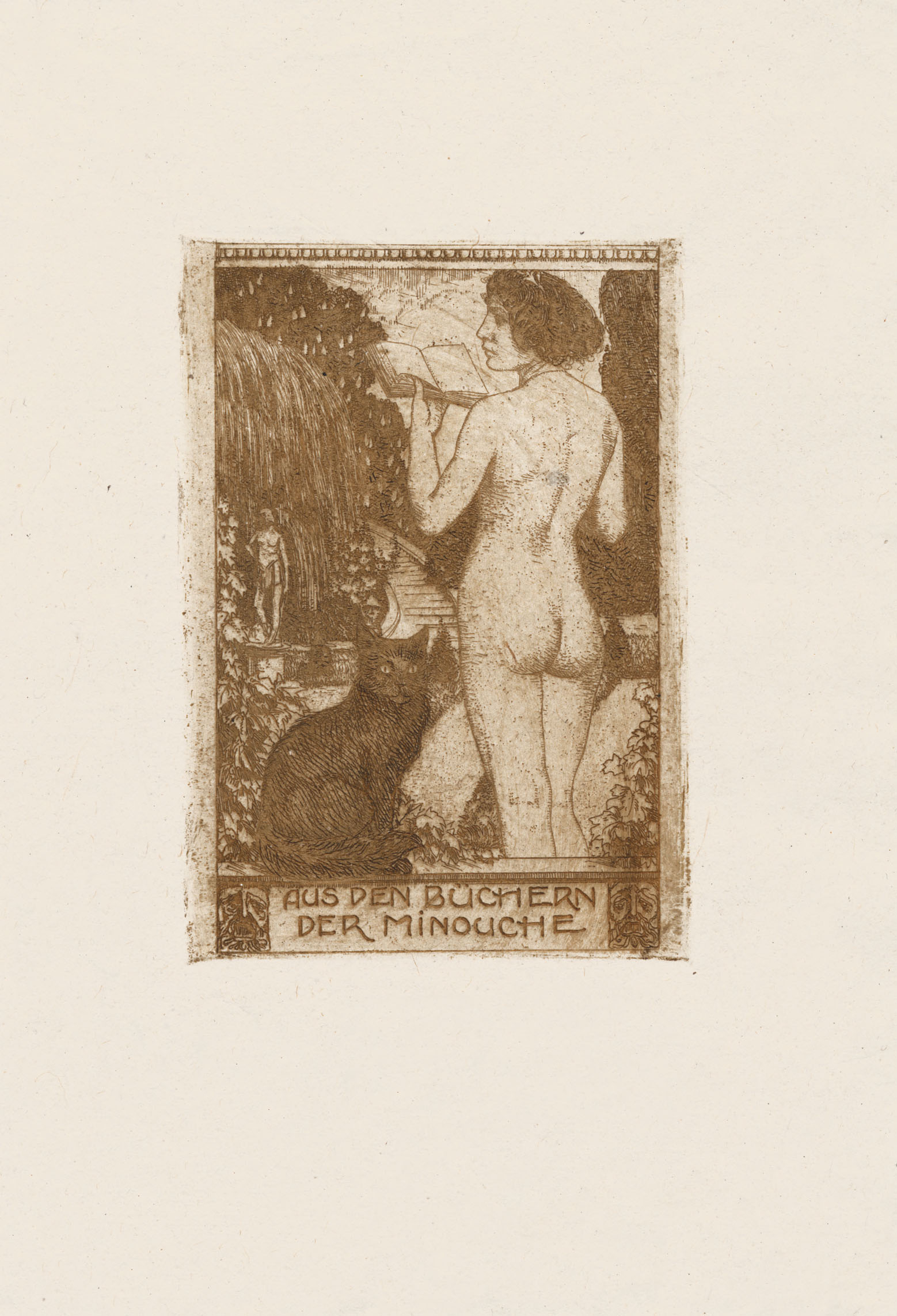
Якоб Байєр. «Ex libris Minouche», початок 20 ст.
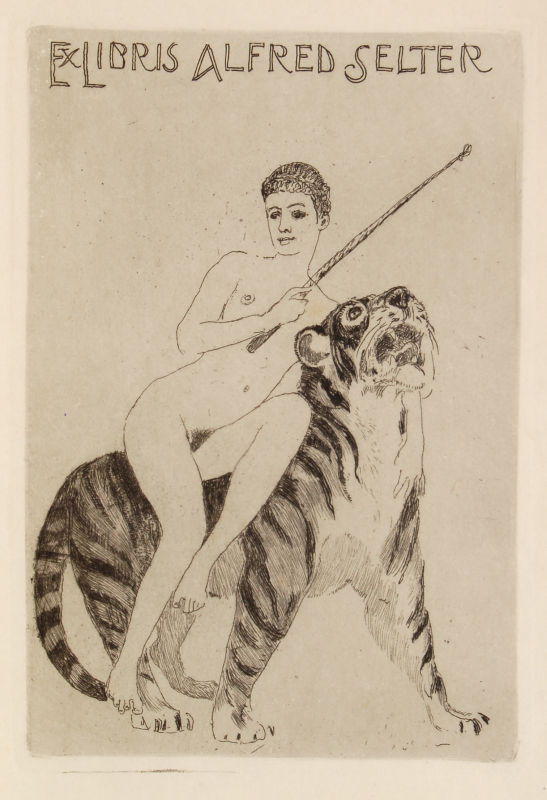
Макс Клінгер. Безрамочний «Екслібрис Альфреда Сельтера», 1919 р.